# Tempel van de gens Flavia
De Tempel van de gens Flavia (Latijn: Templum Gentis Flaviae) was een Romeinse tempel gebouwd aan het einde van de 1e eeuw in Rome.
De tempel werd gebouwd in opdracht van keizer Domitianus ter ere zijn familie, de gens Flavia, met als meest bekende leden zijn vergoddelijkte vader Vespasianus en broer Titus. De tempel werd gebouwd op de Quirinaal heuvel, op de hoek van de Malum Punicum, de granaatappelstraat, en de belangrijke Alta Semita, de huidige Via Venti Settembre. 

De tempel kwam op de plaats van het huis van Flavius Sabinus, de broer van Vespasianus. In dit huis was Domitianus zelf geboren in 50 n.Chr.
De tempel had een ronde vorm en was bedoeld als mausoleum voor de Flavische familie. Waarschijnlijk heeft Domitianus de as van zijn vader en broer naar de tempel laten overbrengen. Naast Vespasianus en Titus was dit ook de laatste rustplaats van Flavius Sabinus en Julia, de dochter van Titus. Na zijn dood werd ook de as van Domitianus in de tempel bijgezet
De laatste antieke vermelding van het gebouw is uit de 4e eeuw, hierna is de tempel waarschijnlijk vervallen en afgebroken. 

In het midden van de 16e eeuw werden de restanten van de tempel teruggevonden tijdens bouwwerkzaamheden. Naast de fundamenten van de ronde tempel werd een pronaos met zes zuilen in de Composietorde opgegraven. Al deze restanten werden enkele jaren later vernietigd om plaats te maken voor een nieuw gebouw.

## Referentie
- Samuel B. Platner (as completed and revised by Thomas Ashby): A Topographical Dictionary of Ancient Rome, London: Oxford University Press, 1929. Art. Templum Gentis Flaviae
- Pagan and Christian Rome by Rodolfo Lanciani, published by Houghton, Mifflin and Company, Boston and New York, 1892. Chapter IV IMPERIAL TOMBS.